# Veritas (partia)
Veritas – brytyjska eurosceptyczna partia polityczna założona 2 lutego 2005 przez Roberta Kilroy-Silka. Jej obecnym liderem jest Patrick Eston.

## Program partii
Cały program Veritasu opiera się na dwóch punktach:
1. Niezależność Wielkiej Brytanii
2. Ochrona wolności zapisanych w konstytucji[potrzebny przypis].

Według nich pobyt w Unii jest nie do pogodzenia z tymi wartościami, przez co głównym punktem ich programu jest jak najszybsze wystąpienie z niej. Veritas żąda też:
- Zakończenia polityki "otwartych drzwi"
- Zmiany polityki azylowej
- Zera tolerancji dla kryminalistów i jednostek aspołecznych
- Deportacji imigrantów wspierających terroryzm
- Zakończenia polityki multikulturalizmu
- Obrony wolności słowa